# Fabian Cancellara

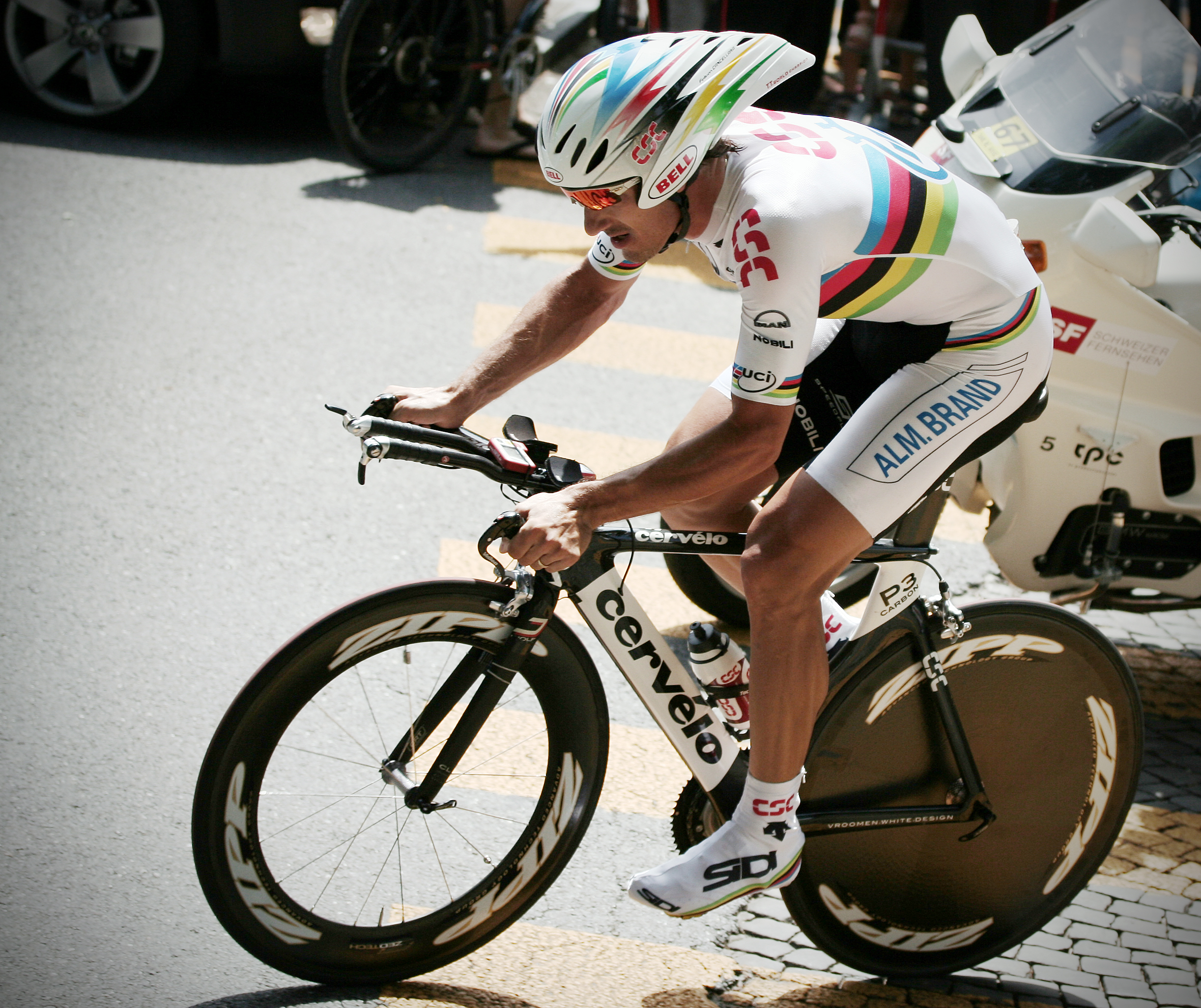
Fabian Cancellara a la novena etapa de la Volta a Suïssa 2007

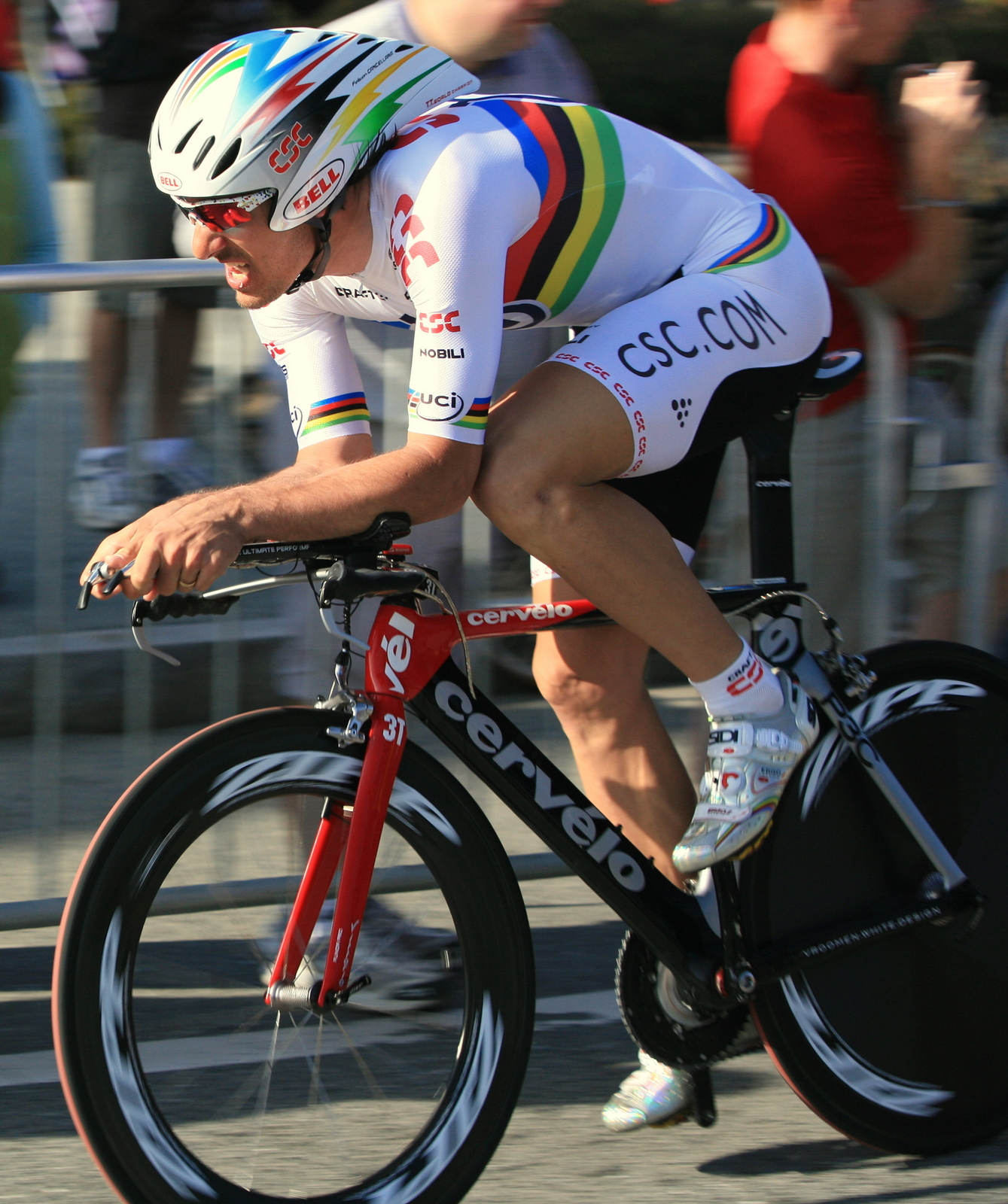
Fabian Cancellara a la Volta a Califòrnia 2008

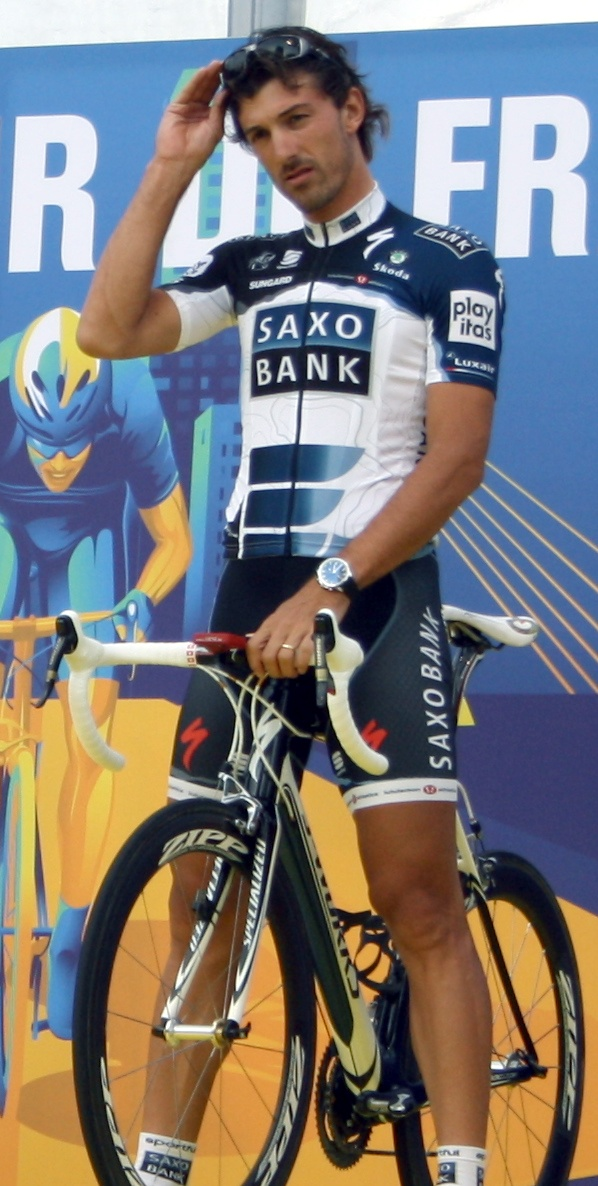
Cancellara en la presentació del Tour de França de 2010.

Fabian Cancellara (Wohlen, Suïssa, 18 de març del 1981) és un ciclista suís que fou professional del 2001 al 2016. Bon contrarellotgista, va guanyar quatre vegades el Campionat del món en contrarellotge i tres medalles olímpiques.

## Biografia
Cancellara va néixer a Wohlen, a poca distància de Berna. Com a amateur ja demostrava la seva habilitat com a contrarellotgista. El 1998 i el 1999 va guanyar els mundials en contrarellotge júniors. Amb dinou anys, va guanyar la medalla de plata als mundials en contrarellotge sub-23. Això li va permetre passar a professional amb el Mapei-Quick Step, que en aquells temps era un dels equips més potents del món.
Cancellara i la seva esposa tenen una filla que es diu Giuliana.

### 2003-2005 (Fassa Bortolo)
Cancellara va guanyar moltes curses menors durant els seus primers anys com a professional, però després de fitxar per l'equip Fassa Bortolo l'any 2003, va aconseguir guanyar els pròlegs del Tour de Romandia o la Volta a Suïssa. El 2004 va tenir lloc el salt de qualitat de Cancellara. Després d'acabar quart a la París-Roubaix, va superar Lance Armstrong al pròleg del Tour de França i es va endur el primer mallot groc d'aquella edició. El va poder defensar a la primera etapa, però el va perdre després de la segona. El noruec Thor Hushovd li va prendre gràcies a les bonificacions.
El 2005, Cancellara era considerat un dels favorits per guanyar la París-Roubaix, i de fet es va ficar a la fuga bona, que també incloïa el seu company d'equip Joan Antoni Flecha, amb qui es compenetrava especialment bé. Però una punxada a 46 quilòmetres de l'arribada el va eliminar, i va acabar vuitè a quasi quatre minuts del guanyador Tom Boonen. En acabar-se la temporada, va acabar tercer al campionat del món en contrarellotge darrera l'australià Michael Rogers, que va aconseguir el seu tercer mundial consecutiu, i l'espanyol Iván Gutiérrez, que el va superar per centèsimes de segon.

### (2006-2007) Team CSC
Quan el Fassa Bortolo va dissoldre's a la fi del 2005, Cancellara va firmar un contracte per tres temporades amb el Team CSC. Abans de la París-Roubaix, havent guanyat ja una etapa contrarellotge de la Tirreno-Adriatico, va afirmar que mai no s'havia preparat millor per la cursa. Un atac seu al sector de pavé del bosc d'Arenberg va crear una selecció de disset ciclistes que es jugarien la victòria. Quan el rus del Discovery Channel Vladímir Gússev va atacar al Carrefour de l'Arbre, Cancellara va ser l'únic que el va poder seguir, i després el va deixar i vafugir en solitari. Ràpidament va aconseguir un avantatge de trenta segons i va continuar augmentant aquesta diferència fins que va arribar al velòdrom de Roubaix amb un minut i mig d'avantatge sobre els seus rivals.
Després de les clàssiques de primavera, Cancellara va aconseguir encara més victòries de prestigi, entre les quals la primera etapa de la Volta a Catalunya. Als mundials de Salzburg, Cancellara es va treure l'espina de l'any anterior i va proclamar-se campió del món en contrarellotge per davant del seu company d'equip David Zabriskie i del guanyador de la Volta a Espanya, Aleksandr Vinokúrov.
Cancellara va començar la temporada 2007 de manera decebedora. A les clàssiques de primavera no va estar al seu millor nivell i va fallar a la París-Roubaix; afortunadament pel Team CSC, el seu company d'equip Stuart O'Grady va aconseguir endur-se la victòria en aquest monument del ciclisme. Però al mes de juny, Cancellara ja va arribar a un moment de forma excepcional, enduient-se tres victòries en contrarellotges: el pròleg i la darrera etapa de la Volta a Suïssa i els campionats nacionals de Suïssa. A més, va guanyar el pròleg del Tour de França, i tot i haver-se caigut i ferit el braç esquerre a la segona etapa, també va guanyar la quarta etapa portant el mallot groc. Curiosament, va guanyar a Compiègne, el lloc on comença la París-Roubaix.

## Palmarès
- 1998
  -  Campió del món júnior en contrarellotge
- 1999
  -  Campió del món júnior en contrarellotge
  - 1r a la Copa del món UCI júnior
  - 1r al Tour al País de Vaud
- 2000
  -  Campió de Suïssa sub-23 en contrarellotge
  - 1r al Gran Premi Palio del Recioto
- 2001
  - 1r a la Volta a Rodes i vencedor d'una etapa
- 2002
  -  Campió de Suïssa CRI
  - 1r al Gran Premi Eddy Merckx, amb László Bodrogi
  - 1r a la Volta a Rodes i vencedor d'una etapa
  - 1r al Gran Premi Erik Breukink i vencedor d'una etapa
  - 1r al ZLM Tour
  - Vencedor d'una etapa del Ytong Bohemia Tour
  - Vencedor d'una etapa de la Volta a Àustria
- 2003
  - Vencedor d'una etapa del Tour de Romandia
  - Vencedor d'una etapa de la Volta a Suïssa
  - Vencedor d'una etapa de la Volta a Bèlgica
- 2004
  -  Campió de Suïssa CRI
  - Vencedor d'una etapa del Tour de França
  - Vencedor d'una etapa de la Setmana Catalana de Ciclisme
  - Vencedor d'una etapa de la Volta a Luxemburg
  - Vencedor d'una etapa del Tour de Qatar
- 2005
  -  Campió de Suïssa CRI
  - Vencedor d'una etapa de la París-Niça
  - Vencedor d'una etapa de la Setmana Catalana de Ciclisme
  - Vencedor d'una etapa de la Volta a Luxemburg
- 2006
  -  Campió del món en contrarellotge
  -  Campió de Suïssa CRI
  - 1r a la París-Roubaix
  - Vencedor d'una etapa de la Tirrena-Adriàtica
  - Vencedor d'una etapa de la Volta a Catalunya
  - 1r a la Volta a Dinamarca i vencedor de 2 etapes
- 2007
  -  Campió del món en contrarellotge
  -  Campió de Suïssa CRI
  - Vencedor de 2 etapes del Tour de França
  - Vencedor de 2 etapes de la Volta a Suïssa
- 2008
  -  Medalla d'or als Jocs Olímpics de Beijing en contrarellotge[4]
  -  Medalla de plata als Jocs Olímpics de Beijing en ruta
  -  Campió de Suïssa CRI
  - 1r a la Milà-Sanremo
  - 1r a la Monte Paschi Eroica
  - 1r a la Tirreno-Adriatico i vencedor d'una etapa
  - Vencedor d'una etapa de la Volta a Califòrnia
- 2009
  -  Campió del món en contrarellotge
  -  Campió de Suïssa en ruta
  - 1r a la Volta a Suïssa i vencedor de 2 etapes
  - Vencedor de 2 etapes de la Volta a Espanya
  - Vencedor de la 1a etapa del Tour de França
  - Vencedor d'una etapa a la Volta a Califòrnia
- 2010
  -  Campió del món en contrarellotge
  - 1r al Tour de Flandes
  - 1r a la París-Roubaix
  - 1r a l'E3 Harelbeke
  - 1r al Tour d'Oman
  - Vencedor del pròleg del Tour de França
  - Vencedor d'una etapa a la Volta a Suïssa
- 2011
  -  Campió de Suïssa en ruta
  - 1r a l'E3 Harelbeke
  - Vencedor de 2 etapes a la Volta a Suïssa
  - Vencedor d'una etapa de la Tirrena-Adriàtica
  - Vencedor d'una etapa de la Volta a Luxemburg
- 2012
  -  Campió de Suïssa CRI
  - 1r a la Strade Bianche
  - Vencedor del pròleg del Tour de França
  - Vencedor d'una etapa de la Tirrena-Adriàtica
- 2013
  -  Campió de Suïssa CRI
  - 1r a l'E3 Harelbeke
  - 1r al Tour de Flandes
  - 1r a la París-Roubaix
  - Vencedor d'una etapa de la Volta a Espanya
  - Vencedor d'una etapa de la Volta a Àustria
- 2014
  -  Campió de Suïssa CRI
  - 1r al Tour de Flandes
- 2015
  - Vencedor d'una etapa a la Tirrena-Adriàtica
  - Vencedor d'una etapa al Tour d'Oman
- 2016
  -  Medalla d'or als Jocs Olímpics de Rio en contrarellotge
  -  Campió de Suïssa CRI
  - 1r a la Strade Bianche
  - 1r al Trofeu Serra de Tramuntana
  - Vencedor d'una etapa a la Volta a Suïssa
  - Vencedor d'una etapa a la Volta a l'Algarve

### Resultats al Tour de França
- 2004. 109è de la classificació general. Vencedor del pròleg.  Porta el mallot groc durant 2 etapes
- 2005. 128è de la classificació general
- 2007. 100è de la classificació general. Vencedor del pròleg i la 3a etapa. Porta el mallot groc durant 7 etapes
- 2008. 65è de la classificació general. Vencedor de la 20a etapa
- 2009. 91è de la classificació general. Vencedor de la 1a etapa.  Porta el mallot groc durant 6 etapes
- 2010. 121è de la classificació general. Vencedor del pròleg i la 19a etapa.  Porta el mallot groc durant 6 etapes
- 2011. 119è de la classificació general
- 2012. No surt (11a etapa). Vencedor del pròleg.  Porta el mallot groc durant 7 etapes
- 2014. No surt (11a etapa)
- 2015. No surt (4a etapa) Porta el mallot groc durant 1 etapa
- 2016. No surt (18a etapa)

### Resultats al Giro d'Itàlia
- 2007. No surt (12a etapa)
- 2009. No surt (12a etapa)
- 2016. No surt (10a etapa)

### Resultats a la Volta a Espanya
- 2006. Abandona (16a etapa)
- 2009. Abandona (14a etapa). Vencedor de 2 etapes. Porta el mallot or durant 5 etapes
- 2010. Abandona (19a etapa)
- 2011. No surt (17a etapa)
- 2013. No surt (18a etapa). Vencedor d'una etapa
- 2014. No surt (18a etapa)
- 2015. Abandona (3a etapa)